# Buchholz (Petershagen)
Buchholz ist ein Ortsteil von Petershagen im Kreis Minden-Lübbecke in Ostwestfalen.

## Geographie
Er liegt nördlich der Kernstadt; im Osten grenzt Buchholz an die Weser, im Norden und Westen an den Landkreis Nienburg in Niedersachsen und im Süden an den Ortsteil Großenheerse.

## Geschichte
Buchholz gehörte bis zur Franzosenzeit zum Amt Schlüsselburg des Fürstentums Minden. Von 1807 bis 1810 gehörte der Ort zum Kanton Petershagen des napoleonischen Satellitenstaats Königreich Westphalen. Von 1811 bis 1813 gehörte Buchholz unmittelbar zu Frankreich und war Sitz einer Mairie (Bürgermeisterei) im Arrondissement Minden des Departements der Oberen Ems. Der Ort fiel 1813 wieder an Preußen und kam 1816 zum neuen Kreis Minden. Im Kreis Minden gehörte Buchholz zum Amt Schlüsselburg. Dieses Amt wurde 1934 aufgelöst; seitdem gehörte die Gemeinde zum Amt Petershagen.
Bevor die Gemeinde bei der kommunalen Neugliederung am 1. Januar 1973 Teil der Stadt Petershagen wurde, hatte sie eine Fläche von rund 2,27 km² sowie 157 Einwohner (31. Dezember 1972). Am 31. Dezember 2008 hatte Buchholz 138 Einwohner.

## Politik
Die Bevölkerung von Buchholz wird gegenüber Rat und Verwaltung der Stadt Petershagen seit 1973 durch einen Ortsvorsteher vertreten, der aufgrund des Wahlergebnisses vom Rat der Stadt Petershagen gewählt wird.
Carsten Böttcher ist Ortsvorsteher.

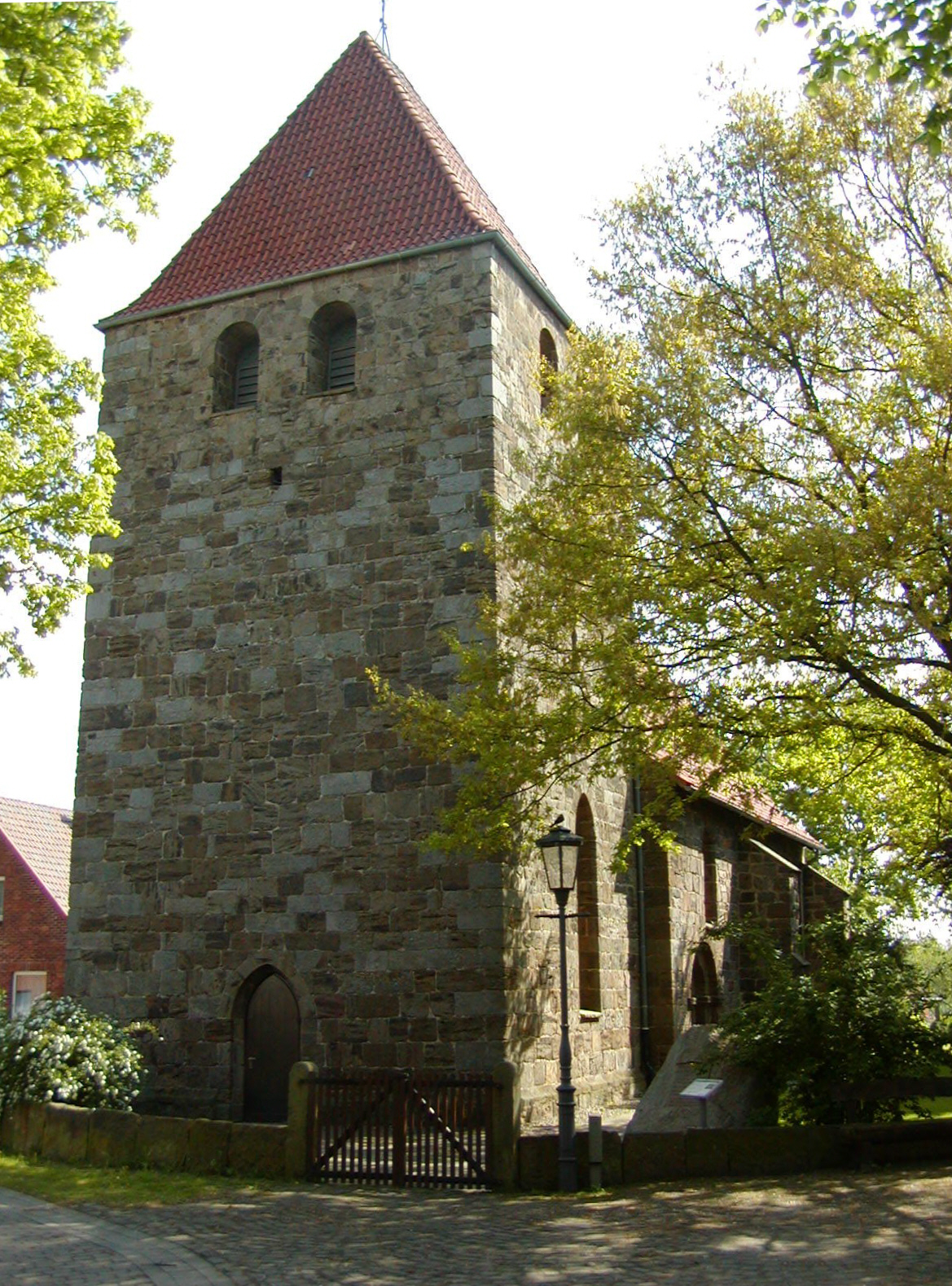
Kirche in Buchholz
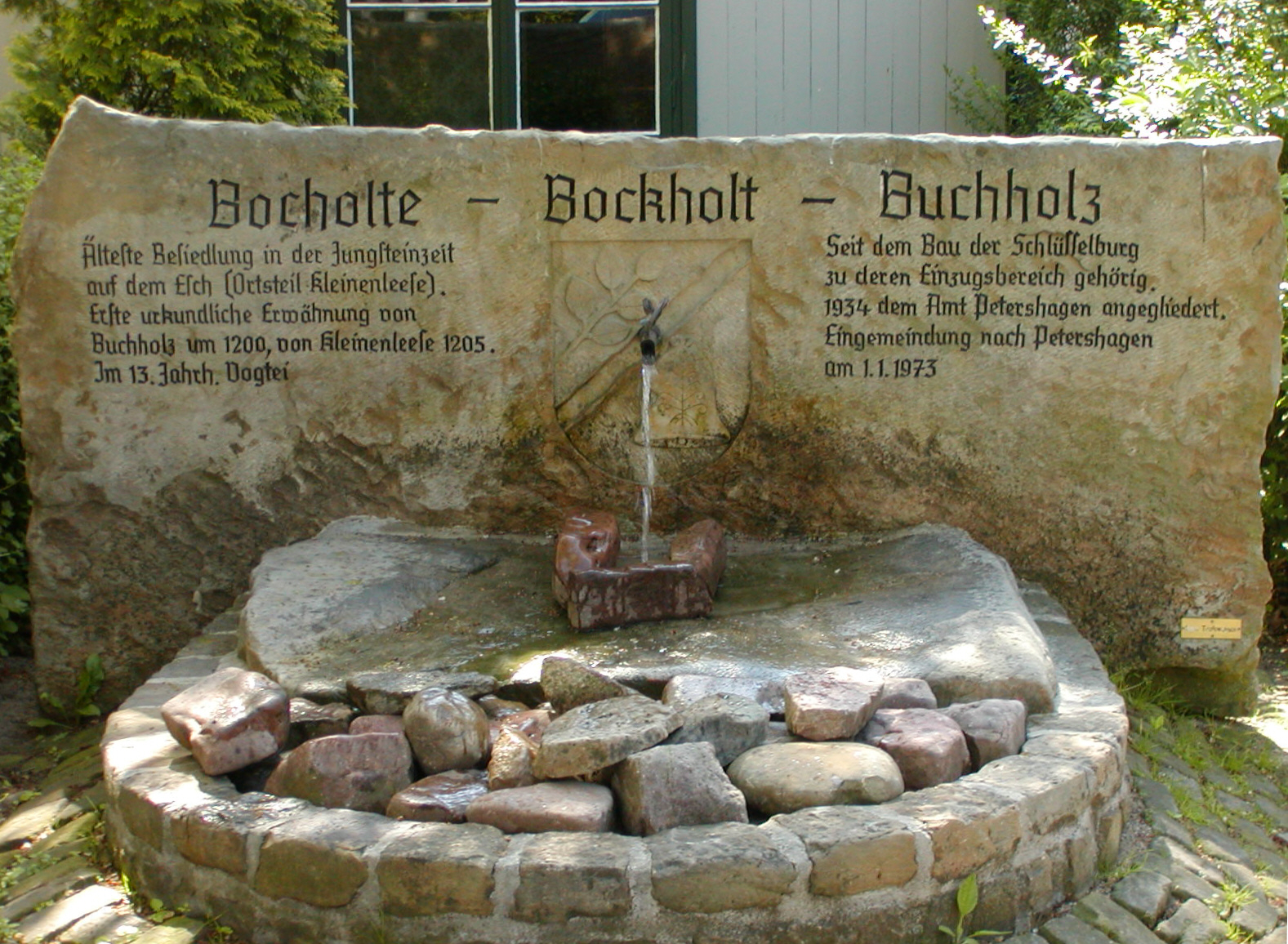
Brunnen
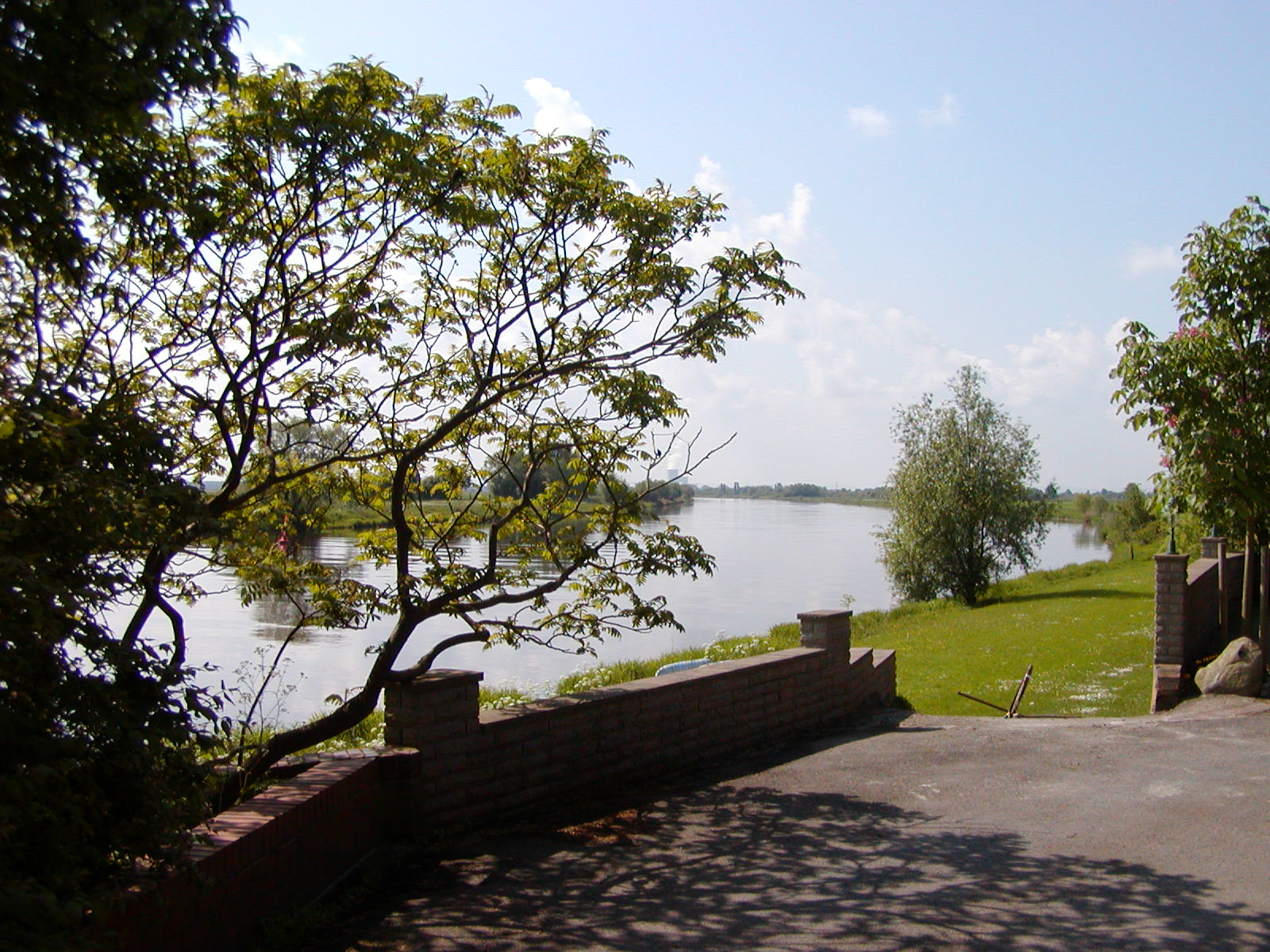
Weser

## Vereine
- Kulturgemeinschaft Buchholz
- Heimatverein Buchholz
- Landfrauen Buchholz
- Landwirtschaftlicher Ortsverein Buchholz